# Бурейский каскад ГЭС
Бурейский каскад ГЭС — комплекс гидравлических электростанций в России. Расположен на реке Бурея в Амурской области.

## Общие сведения
Комплекс ГЭС на реке Бурея, суммарной действующей мощностью 2010 МВт, среднегодовой выработкой 7,10 млрд кВт·ч и состоящий из двух ступеней:
- первая ступень — Бурейская ГЭС, мощностью 2010 МВт и выработкой 7,10 млрд кВт·ч;
- вторая ступень — Нижне-Бурейская ГЭС, мощностью 320 МВт и выработкой 1,6 млрд кВт·ч;

В стадии проектирования находится также Нижне-Ниманская ГЭС на крупнейшем притоке Буреи, реке Ниман, мощностью 600 МВт и выработкой 1,8 млрд. кВт·ч.